# Cavalla
Cavalla (także Cavally, Youbou, Diougou) – rzeka w Afryce Zachodniej.
Wypływa na północ od masywu Nimba w Gwinei. Płynie w kierunku południowym i tworzy granicę między Liberią a Wybrzeżem Kości Słoniowej. Wpływa do Zatoki Gwinejskiej 21 km na wschód od Harper w Liberii. Liczy 515 kilometrów. Jej dorzecze razem z dopływami: Duobe i Hana zajmuje obszar o powierzchni 30 225 km². Cavalla jest najdłuższą rzeką Liberii.